# Anthidium cockerelli
Anthidium cockerelli là một loài Hymenoptera trong họ Megachilidae. Loài này được Schwarz mô tả khoa học năm 1928.